# Сімс-Чепел (Алабама)
Сімс-Чепел (англ. Sims Chapel) — переписна місцевість (CDP) в США, в окрузі Вашингтон штату Алабама. Населення — 145 осіб (2020).

## Географія
Сімс-Чепел розташований за координатами 31°14′57″ пн. ш. 88°8′35″ зх. д. / 31.24917° пн. ш. 88.14306° зх. д. (31.249255, -88.142971).  За даними Бюро перепису населення США в 2010 році переписна місцевість мала площу 14,85 км², з яких 14,77 км² — суходіл та 0,08 км² — водойми.

## Демографія
Згідно з переписом 2010 року, у переписній місцевості мешкали 153 особи в 52 домогосподарствах у складі 42 родин. Густота населення становила 10 осіб/км².  Було 65 помешкань (4/км²).
Расовий склад населення:
| - 71,2 % — білих - 24,8 % — корінних американців - 0,7 % — азіатів - 2,0 % — осіб інших рас |

До двох чи більше рас належало 1,3 %. Частка іспаномовних становила 2,0 % від усіх жителів.
За віковим діапазоном населення розподілялося таким чином: 30,7 % — особи молодші 18 років, 58,2 % — особи у віці 18—64 років, 11,1 % — особи у віці 65 років та старші. Медіана віку мешканця становила 35,8 року. На 100 осіб жіночої статі у переписній місцевості припадало 98,7 чоловіків;  на 100 жінок у віці від 18 років та старших — 103,8 чоловіків також старших 18 років.
Середній дохід на одне домашнє господарство  становив 80 027 доларів США (медіана — 86 071), а середній дохід на одну сім'ю — 89 515 доларів (медіана — 86 488). 
Цивільне працевлаштоване населення становило 76 осіб. Основні галузі зайнятості: виробництво — 43,4 %, роздрібна торгівля — 30,3 %, освіта, охорона здоров'я та соціальна допомога — 26,3 %.